# باتريك بوفير كينيدي
باتريك بوفير كينيدي، اصغر أبناء الرئيس الأمريكي سابق جون كينيدي، توفي بعد يومين فقط من ولادته. 